# Viane (Tarn)
Pour les articles homonymes, voir Viane.
Ne doit pas être confondu avec Vianne.
Viane (en occitan, Viana) est une commune française située dans l'est du département du Tarn, en région Occitanie. Sur le plan historique et culturel, la commune est dans le Lacaunais, un ensemble de plateaux où l'élevage de brebis laitières est prépondérant.
Exposée à un climat océanique altéré, elle est drainée par le Gijou, le Limes, le ruisseau de Gijoussel, le ruisseau de Sepval et par divers autres petits cours d'eau. Incluse dans le parc naturel régional du Haut-Languedoc, la commune possède un patrimoine naturel remarquable : un site Natura 2000 (Les « vallées du Tarn, de l'Aveyron, du Viaur, de l'Agout et du Gijou ») et trois zones naturelles d'intérêt écologique, faunistique et floristique.
Viane est une commune rurale qui compte 531 habitants en 2022, après avoir connu un pic de population de 2 388 habitants en 1841.  Elle fait partie de l'aire d'attraction de Lacaune. Ses habitants sont appelés les Vianais ou  Vianaises.

## Géographie

### Localisation
Commune du Massif central située dans les monts de Lacaune, en vallée du Gijou, entre Lacaune et Vabre. Elle fait partie du parc naturel régional du Haut-Languedoc.

### Communes limitrophes
Les communes limitrophes sont  Berlats, Espérausses, Gijounet, Lacapelle-Escroux, Lacaune, Lacaze, Le Masnau-Massuguiès, Saint-Salvi-de-Carcavès et Senaux.
| Le Masnau-Massuguiès | Saint-Salvi-de-Carcavès | Senaux  |
| Lacaze               | Viane                   | Escroux |
| Espérausses          | Berlats, Gijounet       | Lacaune |

### Hydrographie
La commune est dans le bassin de la Garonne, au sein du bassin hydrographique Adour-Garonne. Elle est drainée par le Gijou, le Limes, le ruisseau de Gijoussel, le ruisseau de Sepval et par divers petits cours d'eau, qui constituent un réseau hydrographique de 39 km de longueur totale,.
Le Gijou, d'une longueur totale de 50 km, prend sa source dans la commune de Lacaune et s'écoule d'est en ouest. Il traverse la commune et se jette dans l'Agout à Vabre, après avoir traversé 6 communes.
Le Limes, d'une longueur totale de 10,1 km, prend sa source dans la commune de Viane, aux abords du hameau du Boulayre, et s'écoule vers le sud-ouest. Il se jette dans le Girou à Lacaze.
Le ruisseau de Gijoussel, d'une longueur totale de 12,7 km, prend sa source dans la commune de Lacaune et s'écoule du sud vers le nord puis le nord-ouest, puis le sud-ouest. Il traverse la commune et se jette dans le Girou sur le territoire communal, après avoir traversé 4 communes.

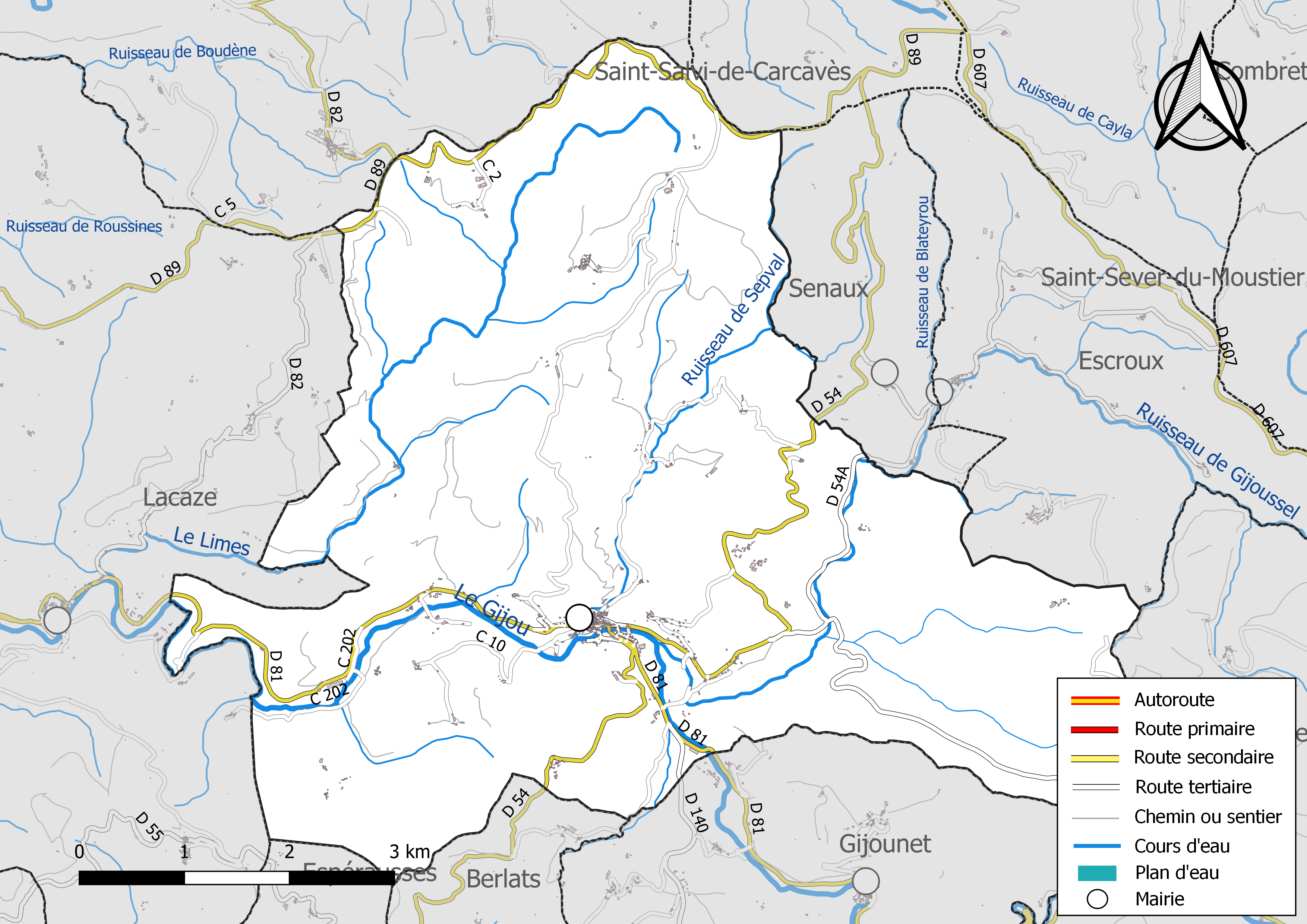
Réseaux hydrographique et routier de Viane.

### Climat
Pour des articles plus généraux, voir Climat de l'Occitanie et Climat du Tarn.
En 2010, le climat de la commune est de type climat océanique altéré, selon une étude du Centre national de la recherche scientifique s'appuyant sur une série de données couvrant la période 1971-2000. En 2020, Météo-France publie une typologie des climats de la France métropolitaine dans laquelle la commune est dans une zone de transition entre le climat océanique altéré et le climat de montagne ou de marges de montagne et est dans une zone de transition entre les régions climatiques « Aquitaine, Gascogne » et « Sud-est du Massif Central ».
Pour la période 1971-2000, la température annuelle moyenne est de 11,5 °C, avec une amplitude thermique annuelle de 15,4 °C. Le cumul annuel moyen de précipitations est de 1 215 mm, avec 12,3 jours de précipitations en janvier et 6,1 jours en juillet. Pour la période 1991-2020, la température moyenne annuelle observée sur la station météorologique de Météo-France la plus proche, « Lacaune », sur la commune de Lacaune à 9 km à vol d'oiseau, est de 10,2 °C et le cumul annuel moyen de précipitations est de 1 468,2 mm. 
La température maximale relevée sur cette station est de 37 °C, atteinte le 28 juin 1950 ; la température minimale est de −22,5 °C, atteinte le 16 janvier 1985,,.
Les paramètres climatiques de la commune ont été estimés pour le milieu du siècle (2041-2070) selon différents scénarios d'émission de gaz à effet de serre à partir des nouvelles projections climatiques de référence DRIAS-2020. Ils sont consultables sur un site dédié publié par Météo-France en novembre 2022.

### Milieux naturels et biodiversité

#### Espaces protégés
La protection réglementaire est le mode d’intervention le plus fort pour préserver des espaces naturels remarquables et leur biodiversité associée,.
La commune fait partie du parc naturel régional du Haut-Languedoc, créé en 1973 et d'une superficie de 307 184 ha, qui s'étend sur 118 communes et deux départements. Implanté de part et d’autre de la ligne de partage des eaux entre Océan Atlantique et mer Méditerranée, ce territoire est un véritable balcon dominant les plaines viticoles du Languedoc et les étendues céréalières du Lauragais,

#### Réseau Natura 2000

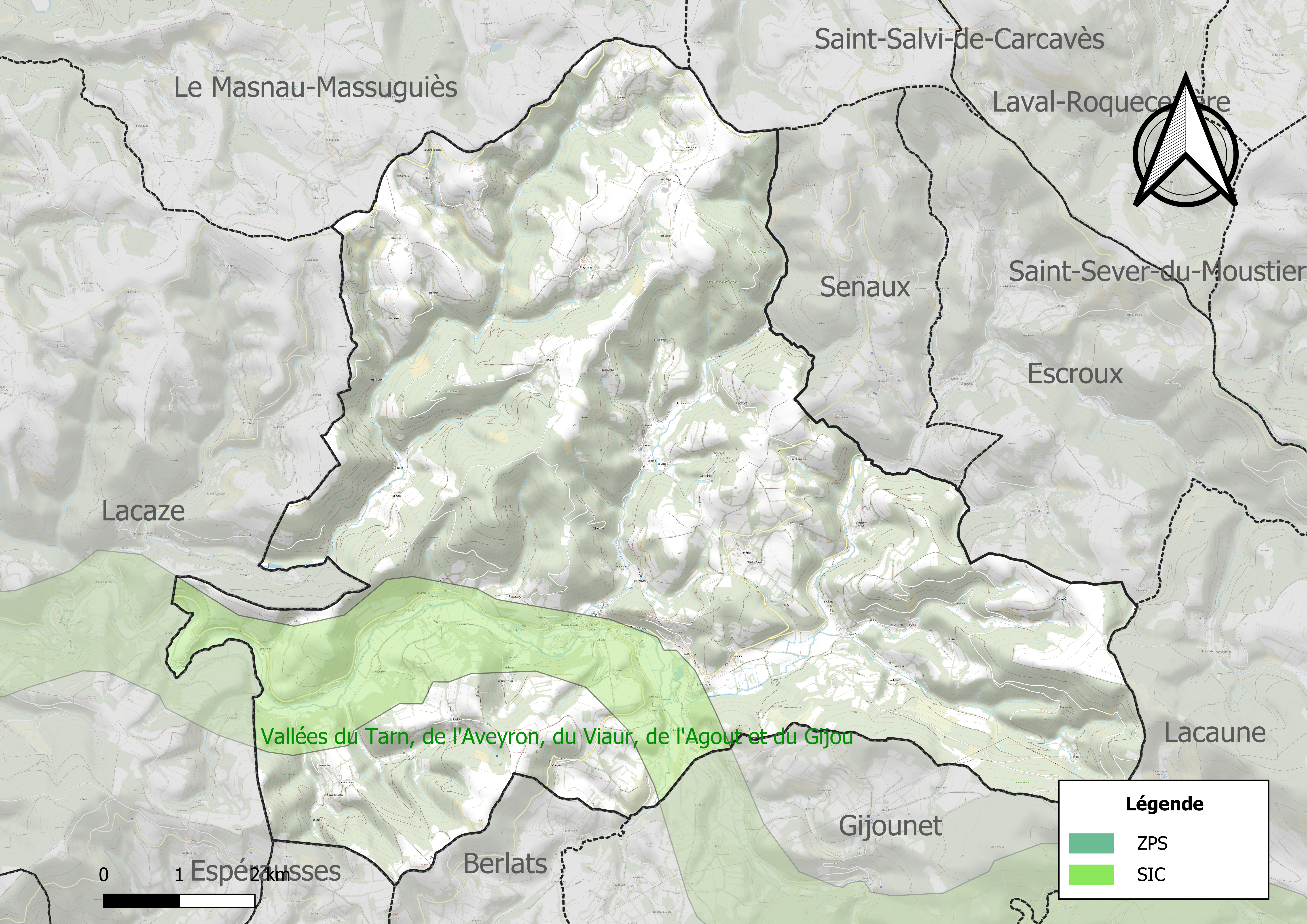
Site Natura 2000 sur le territoire communal.

Le réseau Natura 2000 est un réseau écologique européen de sites naturels d'intérêt écologique élaboré à partir des directives habitats et oiseaux, constitué de zones spéciales de conservation (ZSC) et de zones de protection spéciale (ZPS).
Un site Natura 2000 a été défini sur la commune au titre de la directive habitats : Les « vallées du Tarn, de l'Aveyron, du Viaur, de l'Agout et du Gijou », d'une superficie de 17 144 ha, s'étendant sur 136 communes dont 41 dans l'Aveyron, 8 en Haute-Garonne, 50 dans le Tarn et 37 dans le Tarn-et-Garonne. Elles présentent une très grande diversité d'habitats et d'espèces dans ce vaste réseau de cours d'eau et de gorges. La présence de la Loutre d'Europe et de la moule perlière d'eau douce est également d'un intérêt majeur.

#### Zones naturelles d'intérêt écologique, faunistique et floristique
L’inventaire des zones naturelles d'intérêt écologique, faunistique et floristique (ZNIEFF) a pour objectif de réaliser une couverture des zones les plus intéressantes sur le plan écologique, essentiellement dans la perspective d’améliorer la connaissance du patrimoine naturel national et de fournir aux différents décideurs un outil d’aide à la prise en compte de l’environnement dans l’aménagement du territoire.
Deux ZNIEFF de type 1 sont recensées sur la commune :
les « landes du Puget et bois de Sepval » (124 ha), et 
la « rivière Gijou amont » (274 ha), couvrant 5 communes du département
et une ZNIEFF de type 2, : 
la « vallée de l'Agoût de Brassac à Burlats et vallée du Gijou » (15 868 ha), couvrant 17 communes du département.

Carte des ZNIEFF de type 1 et 2 à Viane.
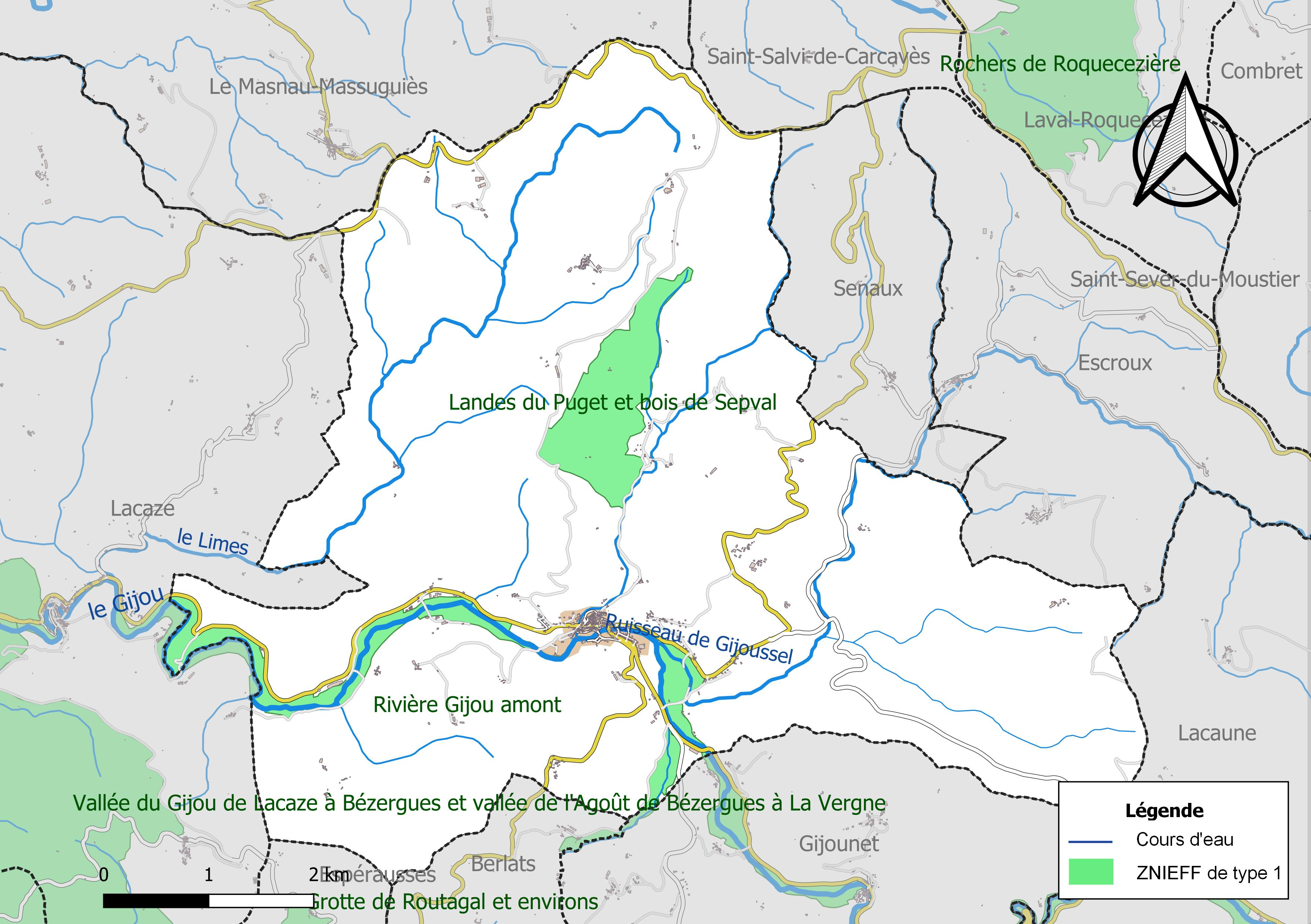
Carte des ZNIEFF de type 1 sur la commune.
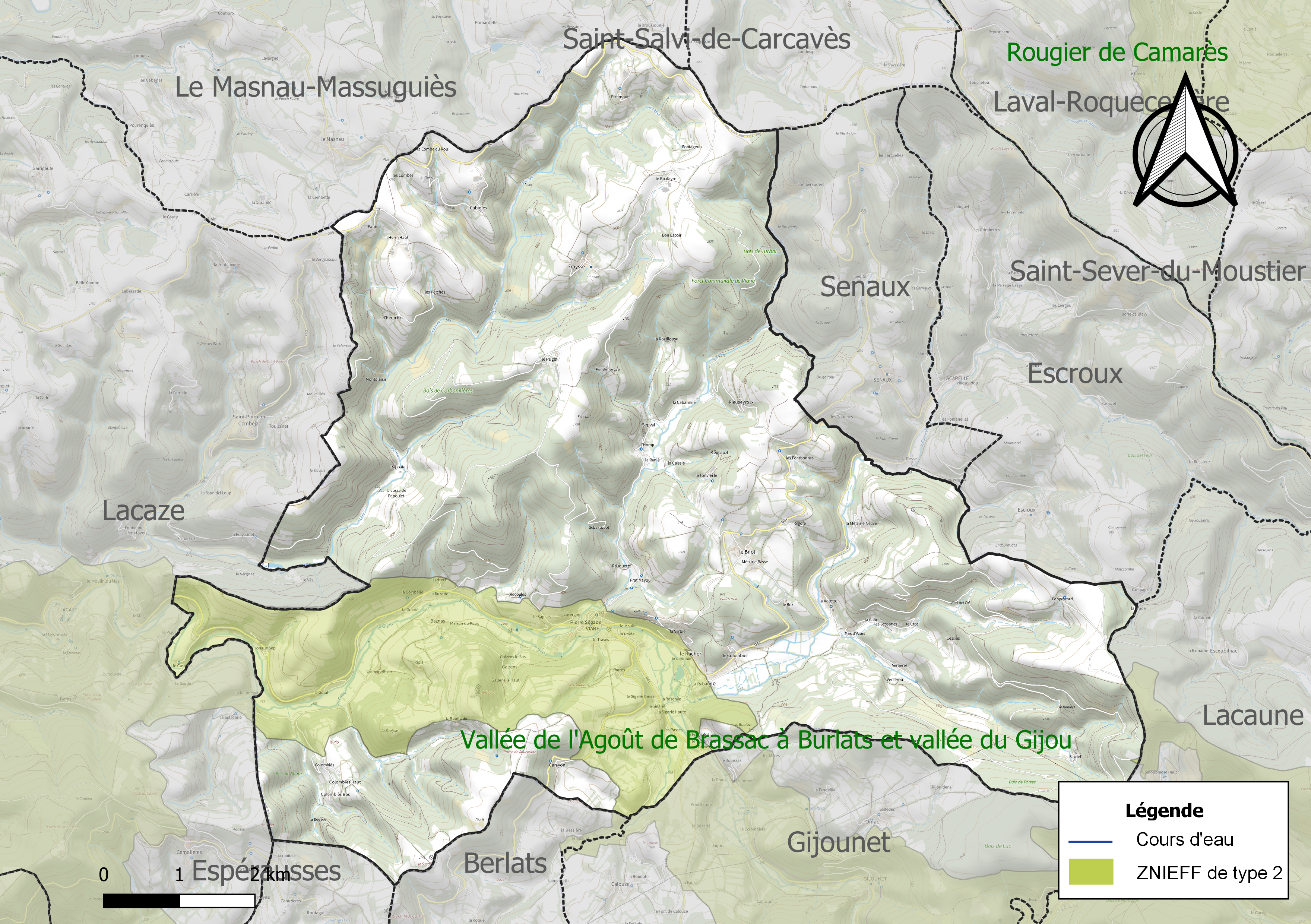
Carte de la ZNIEFF de type 2 sur la commune.

## Urbanisme

### Typologie
Au 1er janvier 2024, Viane est catégorisée commune rurale à habitat très dispersé, selon la nouvelle grille communale de densité à sept niveaux définie par l'Insee en 2022.
Elle est située hors unité urbaine. Par ailleurs la commune fait partie de l'aire d'attraction de Lacaune, dont elle est une commune de la couronne,. Cette aire, qui regroupe 11 communes, est catégorisée dans les aires de moins de 50 000 habitants,.

### Occupation des sols
L'occupation des sols de la commune, telle qu'elle ressort de la base de données européenne d’occupation biophysique des sols Corine Land Cover (CLC), est marquée par l'importance des forêts et milieux semi-naturels (58,4 % en 2018), une proportion sensiblement équivalente à celle de 1990 (58,8 %). La répartition détaillée en 2018 est la suivante : 
forêts (58,4 %), prairies (22,6 %), zones agricoles hétérogènes (16,3 %), terres arables (2,1 %), zones urbanisées (0,7 %). L'évolution de l’occupation des sols de la commune et de ses infrastructures peut être observée sur les différentes représentations cartographiques du territoire : la carte de Cassini (XVIIIe siècle), la carte d'état-major (1820-1866) et les cartes ou photos aériennes de l'IGN pour la période actuelle (1950 à aujourd'hui).

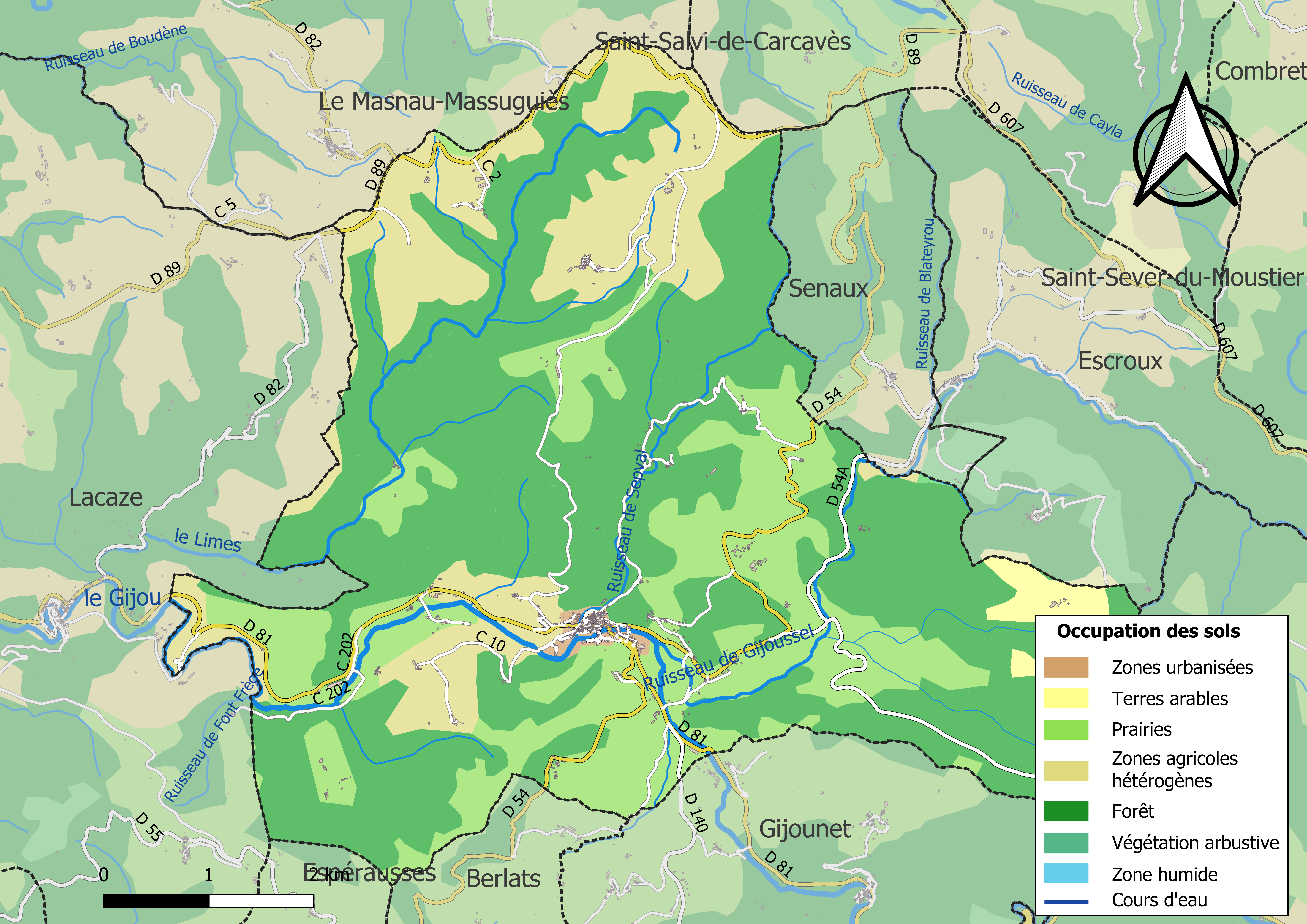
Carte des infrastructures et de l'occupation des sols de la commune en 2018 (CLC).

### Risques majeurs
Le territoire de la commune de Viane est vulnérable à différents aléas naturels : météorologiques (tempête, orage, neige, grand froid, canicule ou sécheresse), inondations, feux de forêts, mouvements de terrains et séisme (sismicité très faible). Il est également exposé à un risque technologique,  le transport de matières dangereuses, et à un risque particulier : le risque de radon. Un site publié par le BRGM permet d'évaluer simplement et rapidement les risques d'un bien localisé soit par son adresse soit par le numéro de sa parcelle.

#### Risques naturels
Certaines parties du territoire communal sont susceptibles d’être affectées par le risque d’inondation par débordement de cours d'eau, notamment le Gijou, le ruisseau de Gijoussel et le Limes. La cartographie des zones inondables en ex-Midi-Pyrénées réalisée dans le cadre du XIe Contrat de plan État-région, visant à informer les citoyens et les décideurs sur le risque d’inondation, est accessible sur le site de la DREAL Occitanie. La commune a été reconnue en état de catastrophe naturelle au titre des dommages causés par les inondations et coulées de boue survenues en 1982, 2014 et 2021,.
Viane est exposée au risque de feu de forêt du fait de la présence sur son territoire . En 2022, il n'existe pas de Plan de Prévention des Risques incendie de forêt (PPRif). Le débroussaillement aux abords des maisons constitue l’une des meilleures protections pour les particuliers contre le feu,.

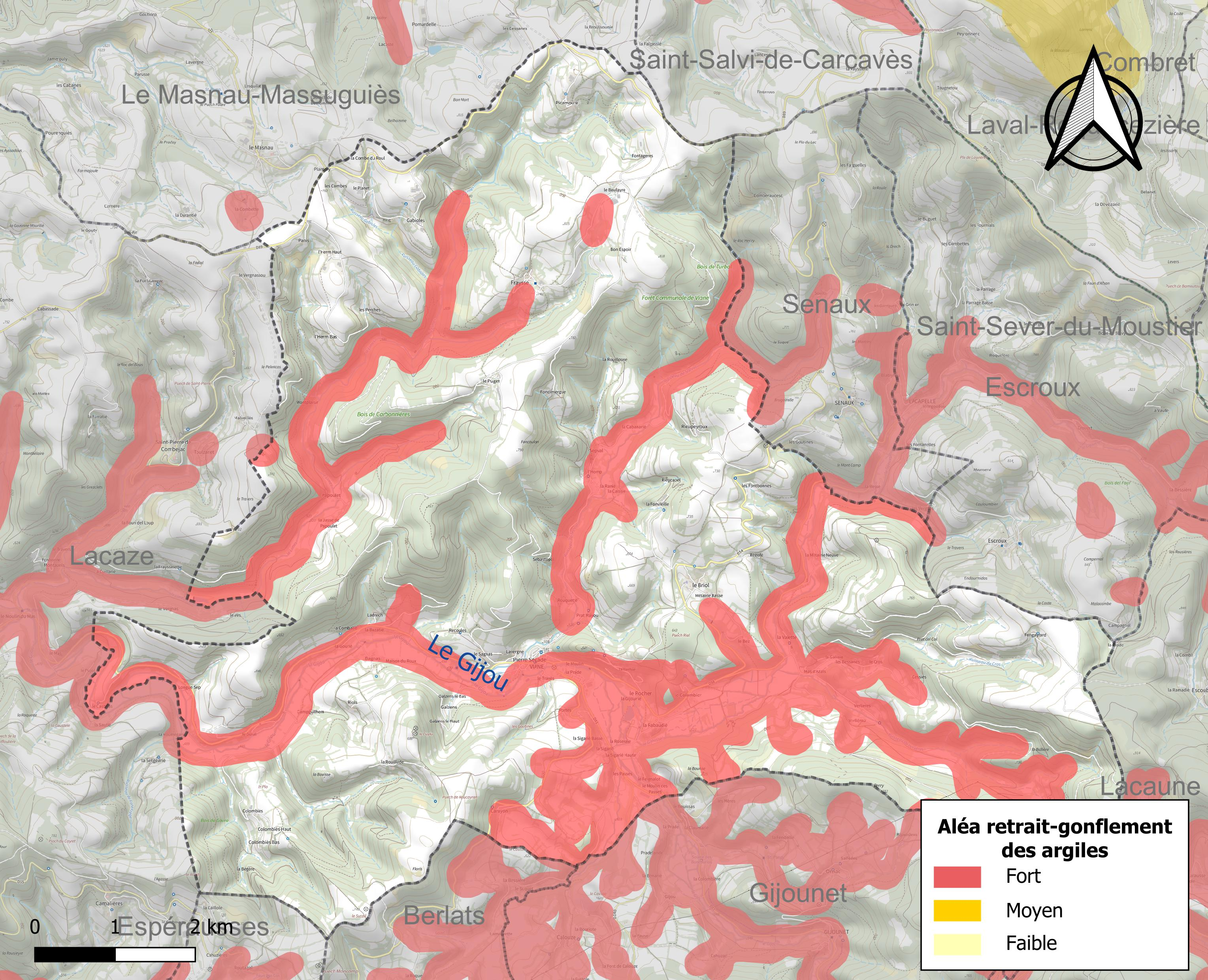
Carte des zones d'aléa retrait-gonflement des sols argileux de Viane.

La commune est vulnérable au risque de mouvements de terrains constitué principalement du retrait-gonflement des sols argileux. Cet aléa est susceptible d'engendrer des dommages importants aux bâtiments en cas d’alternance de périodes de sécheresse et de pluie. 26,5 % de la superficie communale est en aléa moyen ou fort (76,3 % au niveau départemental et 48,5 % au niveau national). Sur les 518 bâtiments dénombrés sur la commune en 2019, 321 sont en aléa moyen ou fort, soit 62 %, à comparer aux 90 % au niveau départemental et 54 % au niveau national. Une cartographie de l'exposition du territoire national au retrait gonflement des sols argileux est disponible sur le site du BRGM,.
Par ailleurs, afin de mieux appréhender le risque d’affaissement de terrain, l'inventaire national des cavités souterraines permet de localiser celles situées sur la commune.

#### Risques technologiques
Le risque de transport de matières dangereuses sur la commune est lié à sa traversée par des infrastructures routières ou ferroviaires importantes ou la présence d'une canalisation de transport d'hydrocarbures. Un accident se produisant sur de telles infrastructures est susceptible d’avoir des effets graves sur les biens, les personnes ou l'environnement, selon la nature du matériau transporté. Des dispositions d’urbanisme peuvent être préconisées en conséquence.

#### Risque particulier
Dans plusieurs parties du territoire national, le radon, accumulé dans certains logements ou autres locaux, peut constituer une source significative d’exposition de la population aux rayonnements ionisants. Certaines communes du département sont concernées par le risque radon à un niveau plus ou moins élevé. Selon la classification de 2018, la commune de Viane est classée en zone 2, à savoir zone à potentiel radon faible mais sur lesquelles des facteurs géologiques particuliers peuvent faciliter le transfert du radon vers les bâtiments.

## Histoire
- Sous l'Ancien Régime, la communauté de Viane faisait partie de la sénéchaussée de Castres et du diocèse de Castres. Elle comprenait trois paroisses :
  - Notre-Dame de Pierre-Ségade ;
  - Notre-Dame de Fraysse ;
  - Notre-Dame de Gijas (abandonnée au début du XIXe siècle).
- En 1790, a été créée la municipalité de Viane, chef-lieu du canton de Viane (canton supprimé en l'an X), district de Lacaune.
- En l'an X, la commune de Viane a été rattachée au canton de Lacaune, arrondissement de Castres.

Une paroisse : Notre-Dame de Pierre-Ségade.
- 1818, le hameau du Pujol passe de Viane à Lacaze. La limite est fixée au Gijou.
- Le 3 mai 1863, la paroisse de Notre-Dame de Fraysse est rétablie.

La commune possède un cartulaire de 87 feuillets, contenant 54 chartes et titres. Le document le plus ancien date de 1274 et émane de Jean de Montfort qui fait remise à ses sujets d'une partie de la quête.
Le consulat de Viane a été établi en 1304, accompagné par un conseil de dix prudhommes choisis par les habitants et investis par le représentant du seigneur. Il y avait quatre consuls investis pour un an. Les sortants constituaient une liste de huit candidats, quatre issus de la ville et quatre issus de la campagne. Le jour de la circoncision, cette liste était présentée au seigneur (ou à son représentant), qui choisissait quatre noms (deux de la ville et deux de la campagne).

### Héraldique
| Viane | Son blasonnement est : De sinople à la bande componée d'or et de sable. |

## Politique et administration
| Période                                  | Période   | Identité         | Étiquette | Qualité                        |
| ---------------------------------------- | --------- | ---------------- | --------- | ------------------------------ |
| 1955                                     | 1971      | René Veaux       |           |                                |
| 1971                                     | mars 1983 | Robert Oulès     |           |                                |
| mars 1983                                | mars 1989 | Louis Dausse     |           |                                |
| mars 1989                                | mars 2008 | Jean-Paul Mialhe | DVG       | Conseiller général (1988-2001) |
| mars 2008                                | mars 2014 | Pierre Azaïs     |           |                                |
| mars 2014                                | En cours  | Francine Blavy   |           |                                |
| Les données manquantes sont à compléter. |           |                  |           |                                |

## Démographie
| 1793  | 1800  | 1806  | 1821  | 1831  | 1836  | 1841  | 1846  | 1851  |
| ----- | ----- | ----- | ----- | ----- | ----- | ----- | ----- | ----- |
| 2 030 | 1 716 | 1 806 | 1 883 | 2 215 | 2 357 | 2 388 | 2 274 | 2 255 |

| 1856  | 1861  | 1866  | 1872  | 1876  | 1881  | 1886  | 1891  | 1896  |
| ----- | ----- | ----- | ----- | ----- | ----- | ----- | ----- | ----- |
| 2 119 | 2 146 | 2 138 | 2 177 | 2 187 | 2 074 | 2 109 | 2 064 | 2 097 |

| 1901  | 1906  | 1911  | 1921  | 1926  | 1931  | 1936  | 1946  | 1954  |
| ----- | ----- | ----- | ----- | ----- | ----- | ----- | ----- | ----- |
| 1 917 | 1 906 | 1 798 | 1 593 | 1 450 | 1 430 | 1 381 | 1 347 | 1 162 |

| 1962  | 1968  | 1975 | 1982 | 1990 | 1999 | 2006 | 2008 | 2013 |
| ----- | ----- | ---- | ---- | ---- | ---- | ---- | ---- | ---- |
| 1 124 | 1 046 | 885  | 817  | 624  | 582  | 608  | 613  | 549  |

| 2018 | 2022 | - | - | - | - | - | - | - |
| ---- | ---- | - | - | - | - | - | - | - |
| 530  | 531  | - | - | - | - | - | - | - |

## Économie

### Revenus
En 2018, la commune compte 238 ménages fiscaux, regroupant 505 personnes. La médiane du revenu disponible par unité de consommation est de 18 400 € (20 400 € dans le département).

### Emploi
|                | 2008  | 2013  | 2018  |
| -------------- | ----- | ----- | ----- |
| Commune        | 7,1 % | 5,9 % | 6,8 % |
| Département    | 8,2 % | 9,9 % | 10 %  |
| France entière | 8,3 % | 10 %  | 10 %  |

En 2018, la population âgée de 15 à 64 ans s'élève à 294 personnes, parmi lesquelles on compte 72,4 % d'actifs (65,6 % ayant un emploi et 6,8 % de chômeurs) et 27,6 % d'inactifs,. Depuis 2008, le taux de chômage communal (au sens du recensement) des 15-64 ans est inférieur à celui de la France et du département.
La commune fait partie de la couronne de l'aire d'attraction de Lacaune, du fait qu'au moins 15 % des actifs travaillent dans le pôle,. Elle compte 194 emplois en 2018, contre 203 en 2013 et 239 en 2008. Le nombre d'actifs ayant un emploi résidant dans la commune est de 195, soit un indicateur de concentration d'emploi de 99,2 % et un taux d'activité parmi les 15 ans ou plus de 48,1 %.
Sur ces 195 actifs de 15 ans ou plus ayant un emploi, 103 travaillent dans la commune, soit 53 % des habitants. Pour se rendre au travail, 68,2 % des habitants utilisent un véhicule personnel ou de fonction à quatre roues, 21,5 % s'y rendent en deux-roues, à vélo ou à pied et 10,3 % n'ont pas besoin de transport (travail au domicile).

### Activités hors agriculture
47 établissements sont implantés  à Viane au 31 décembre 2019. Le tableau ci-dessous en détaille le nombre par secteur d'activité et compare les ratios avec ceux du département,.
| Secteur d'activité                                                                                        | Commune | Commune | Département |
| Secteur d'activité                                                                                        | Nombre  | %       | %           |
| --- | ------- | ------- | ----------- |
| Ensemble                                                                                                  | 47      |         |             |
| Industrie manufacturière, industries extractives et autres                                                | 17      | 36,2 %  | (13 %)      |
| Construction                                                                                              | 6       | 12,8 %  | (12,5 %)    |
| Commerce de gros et de détail, transports, hébergement et restauration                                    | 14      | 29,8 %  | (26,7 %)    |
| Activités financières et d'assurance                                                                      | 1       | 2,1 %   | (3,3 %)     |
| Activités immobilières                                                                                    | 2       | 4,3 %   | (4,2 %)     |
| Activités spécialisées, scientifiques et techniques et activités de services administratifs et de soutien | 2       | 4,3 %   | (13,8 %)    |
| Administration publique, enseignement, santé humaine et action sociale                                    | 2       | 4,3 %   | (15,5 %)    |
| Autres activités de services                                                                              | 3       | 6,4 %   | (9 %)       |

Le secteur de l'industrie manufacturière, des industries extractives et autres est prépondérant sur la commune puisqu'il représente 36,2 % du nombre total d'établissements de la commune (17 sur les 47 entreprises implantées  à Viane), contre 13 % au niveau départemental.

### Agriculture
La commune est dans les Monts de Lacaune, une petite région agricole située dans le sud-est du département du Tarn. Entre bocages et forêt, cette zone est dédiée à l’élevage de ruminants de races à viande ou laitières. Sur les plus hauts plateaux, de nombreux élevages de brebis laitières produisent le lait destiné à la fabrication du roquefort. En 2020, l'orientation technico-économique de l'agriculture  sur la commune est l'élevage d'ovins ou de caprins. 
|               | 1988  | 2000  | 2010  | 2020  |
| ------------- | ----- | ----- | ----- | ----- |
| Exploitations | 70    | 42    | 32    | 28    |
| SAU (ha)      | 1 806 | 1 592 | 1 443 | 1 644 |

Le nombre d'exploitations agricoles en activité et ayant leur siège dans la commune est passé de 70 lors du recensement agricole de 1988  à 42 en 2000 puis à 32 en 2010 et enfin à 28 en 2020, soit une baisse de 60 % en 32 ans. Le même mouvement est observé à l'échelle du département qui a perdu pendant cette période 58 % de ses exploitations,. La surface agricole utilisée sur la commune a également diminué, passant de 1 806 ha en 1988 à 1 644 ha en 2020. Parallèlement la surface agricole utilisée moyenne par exploitation a augmenté, passant de 26 à 59 ha.

## Culture locale et patrimoine

### Lieux et monuments
- Église Notre-Dame de Pierre-Segade.
- Église Notre-Dame de Fraysse.
- Temple de l'Église réformée de France de Viane.
- Temple protestant de Viane.

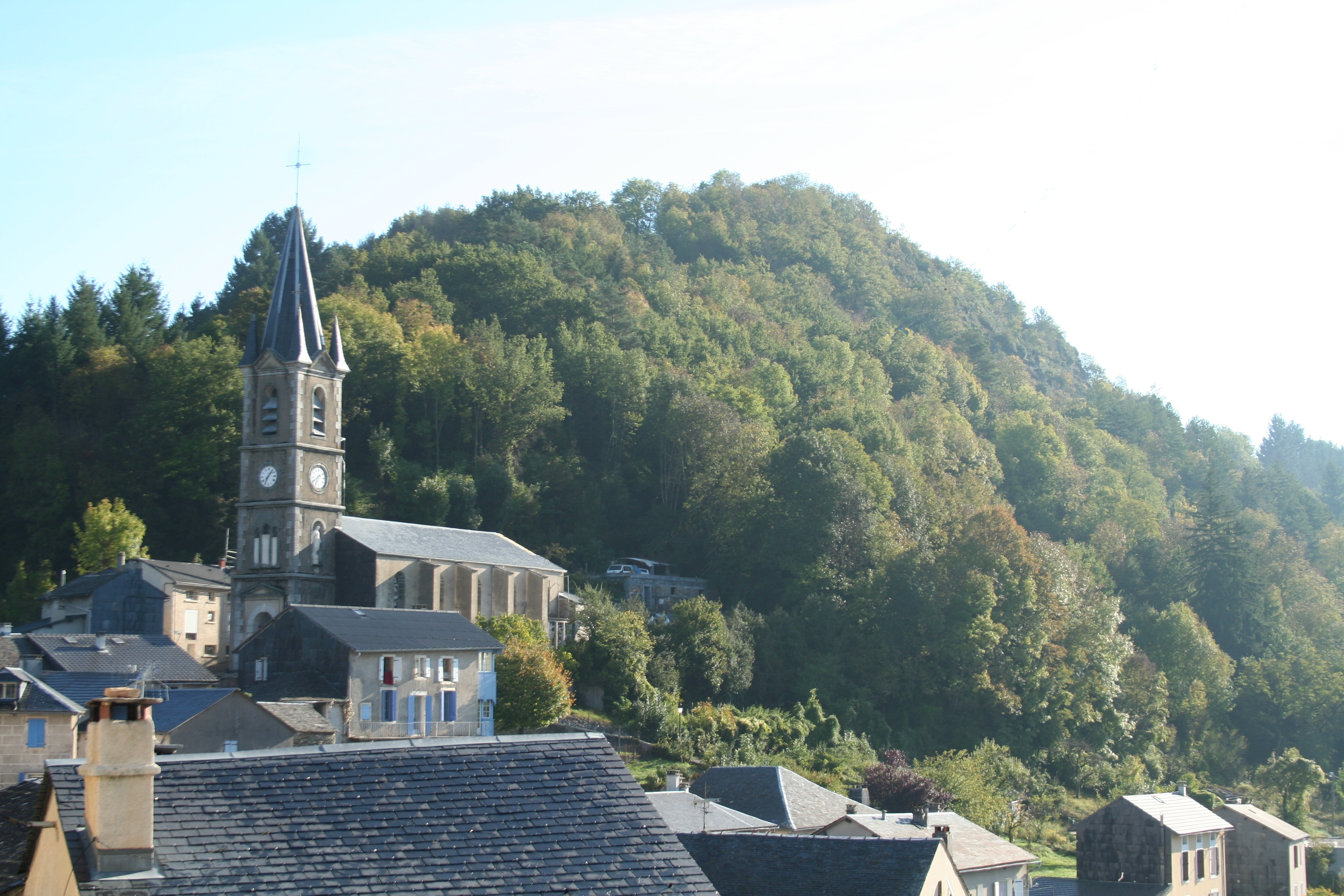
Église Notre-Dame de Pierre-Segade.
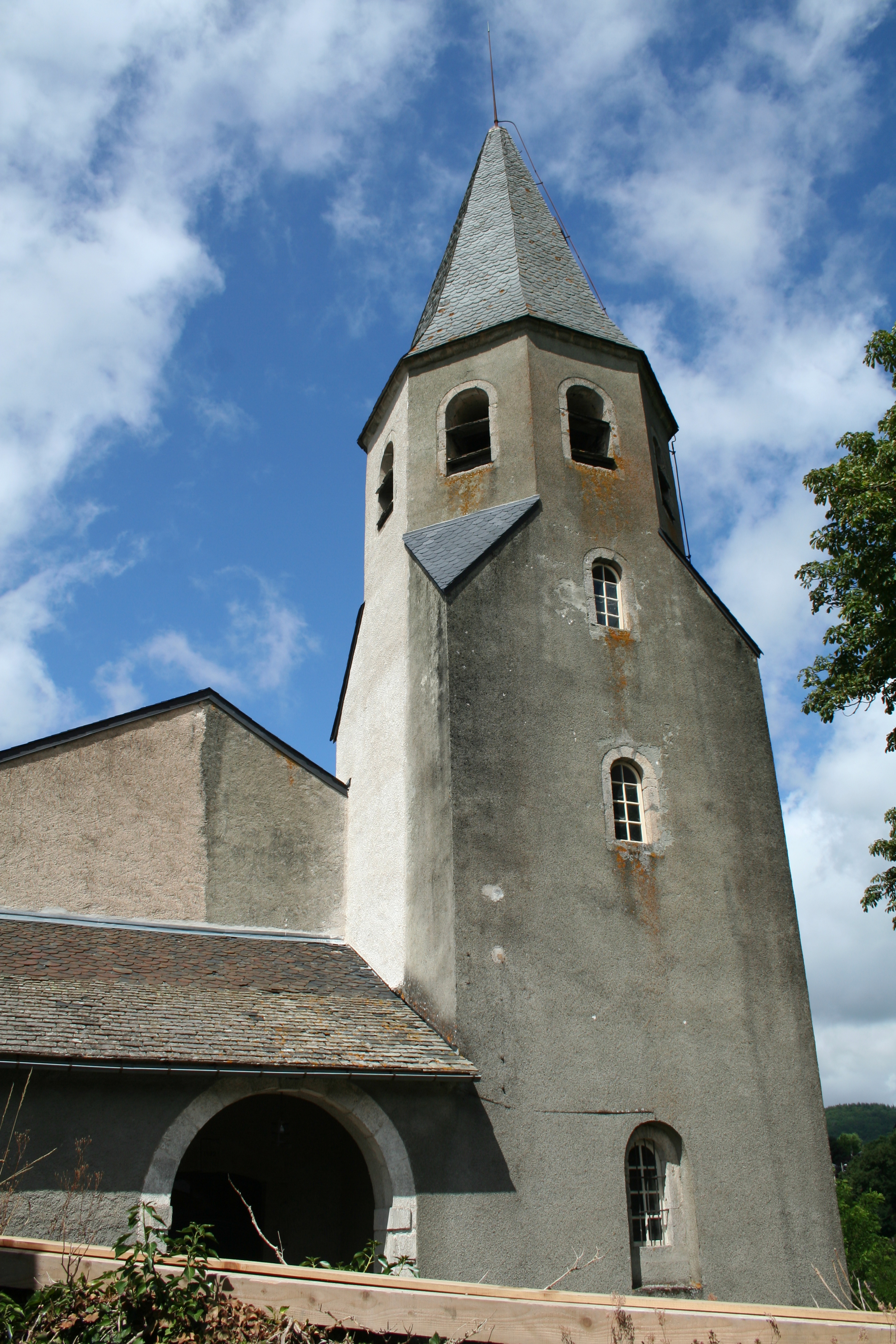
Temple de l'Église réformée de France de Viane.
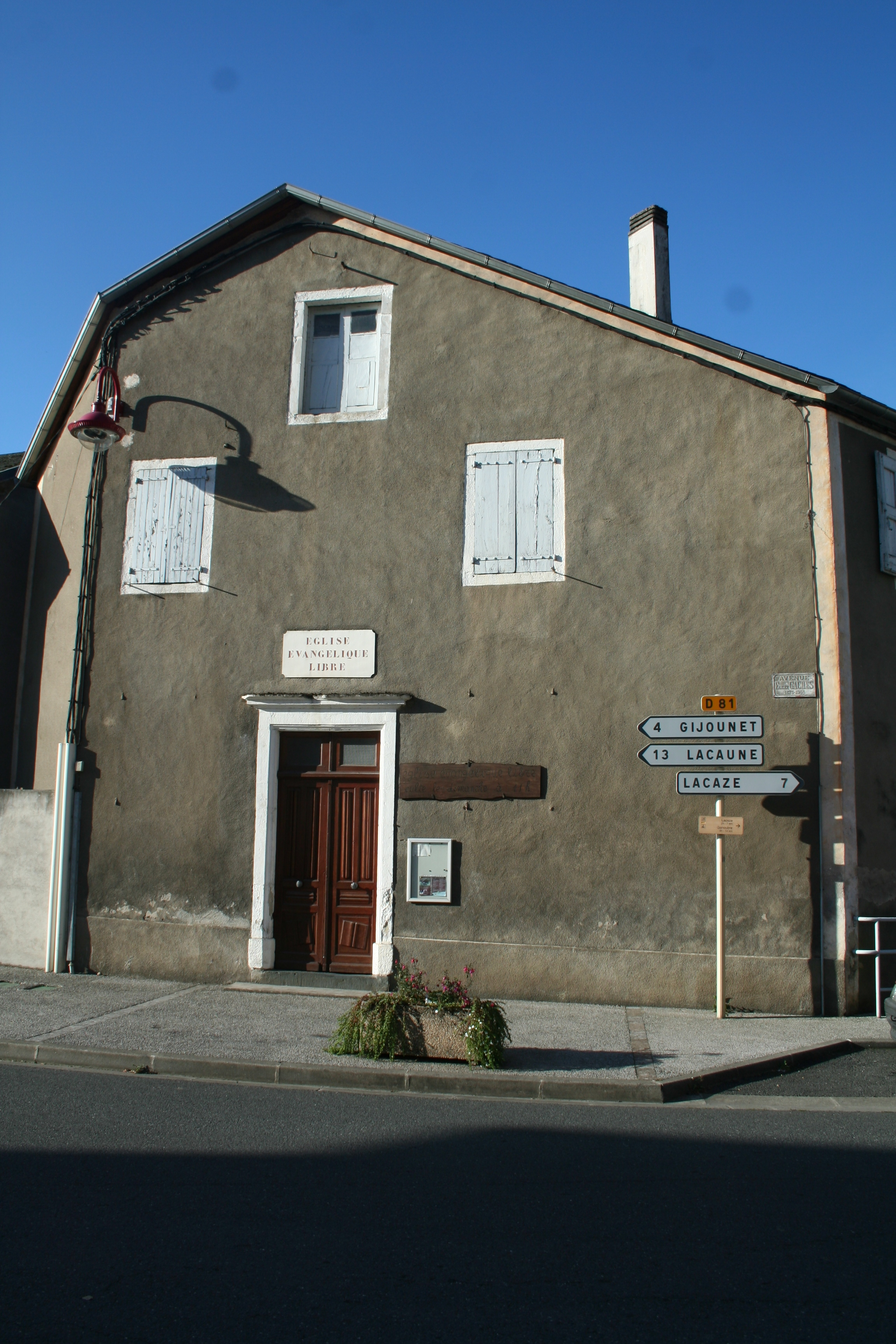
Temple de Viane.

- Source de Pratmayou (ancien lieu de fête des conscrits devenu lieu de pèlerinage pour une partie du village).
- Rocher de Viane, point surplombant la commune.
- Fontaine de Recoules.

### Personnalités liées à la commune
- François Doumenge (1926-2008), géographe, né à Viane.
- Jules Bénézech (1892-1971), ingénieur cofondateur de Motobécane, né à Viane.
- Paul Bosc d'Antic (1726-1784), pasteur et médecin, originaire de Pierre-Ségade.

## Vie pratique

### Activités sportives

#### Associations
- Union Sportive Vianaise (Football)